# عبد الرزاق داود
عبد الرزاق داود صناعي باكستاني ويعمل حاليًا مستشارًا للتجارة والاستثمار لرئيس الوزراء عمران خان. شغل منصب وزير التجارة والصناعة والإنتاج الفيدرالي الأسبق بين عامي 1999 و2002 في حكومة برويز مشرف.
وهو مؤسس شركة «ديسكون» وعضو في غرفة تجارة وصناعة لاهور  وهو أيضًا عضوًا في مجلس وزراء عمران خان كمستشار لرئيس الوزراء للتجارة والاستثمار والصناعة والإنتاج والمنسوجات.